# Мартин трипалий

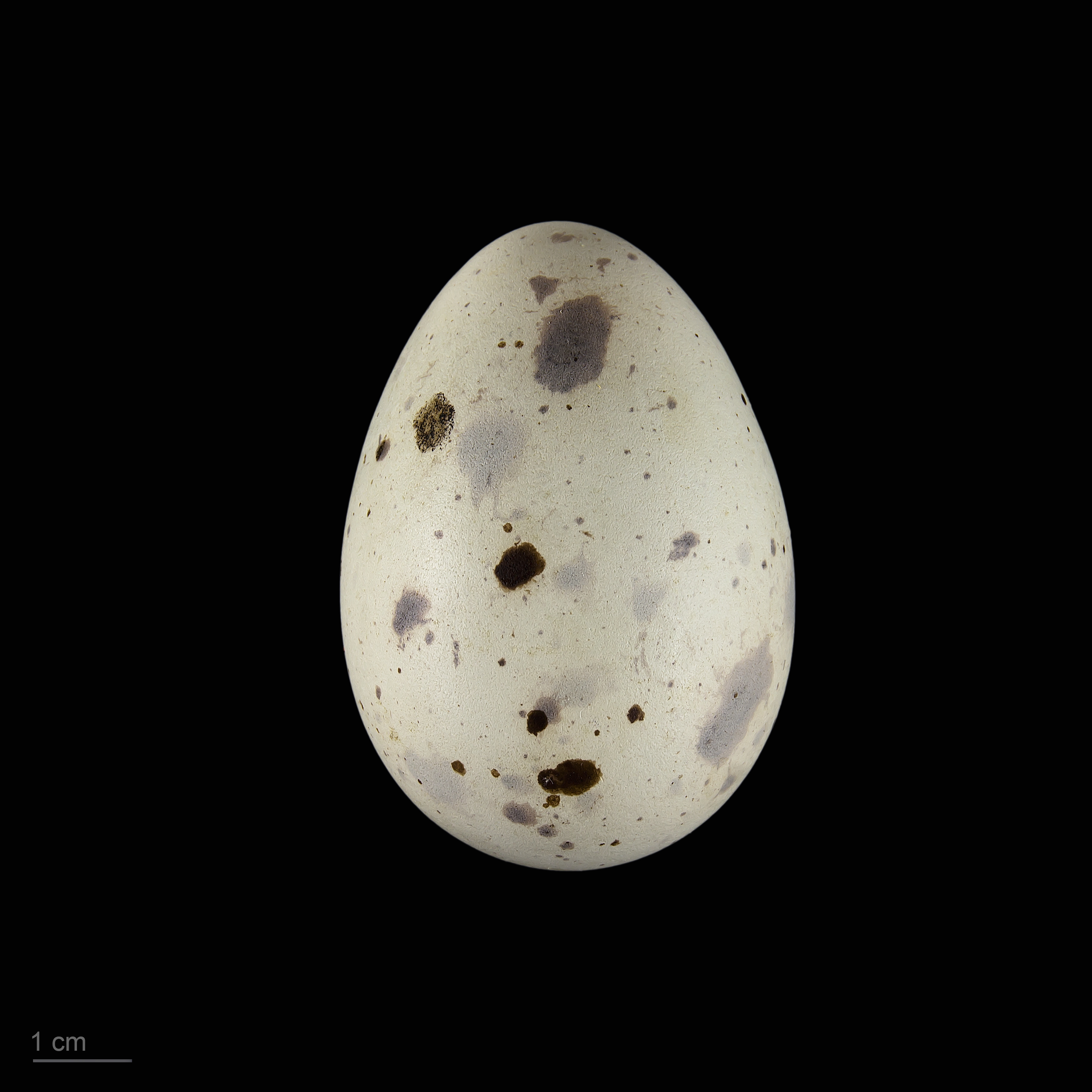
Яйце трипалого мартина в оологічній колекції, Тулузький музей

Мартин трипалий (Rissa tridactyla) — птах ряду Сивкоподібних. В Україні рідкісний залітний птах восени.

## Опис
Мартин середнього розміру. Маса тіла 300—500 г, довжина тіла 38-40 см, розмах крил 95-108 см. У дорослого птаха в шлюбному вбранні спина, верхні покривні пера крил і більша частина махових пер зверху сірі, верхівка крил чорна; решта оперення біла; навколоочне кільце червоне; дзьоб жовтий; ноги чорні; райдужна оболонка ока темно-коричнева; у позашлюбному оперенні голова зверху сірувата, з темними рисками і плямами. У молодого птаха на білій голові за очима темно-бурі плями; на межі шиї і спини чорно-бура смуга; спина сіра; зверху на крилі по краю першорядних, а потім через покривні пера другорядних махових пер проходить чорно-бура смуга; внутрішні першорядні і другорядні махові пера, а також верхні великі покривні пера другорядних махових сірувато-білі; хвіст білий, з широкою чорною смугою на кінці; дзьоб чорний.

## Поширення
Гніздяться на скелястих берегах морів Голарктики в північних приполярних областях Північної Америки та Євразії.